# Ernie Eves
Ernest Lawrence "Ernie" Eves (ur. 17 czerwca 1946 w Windsor) – polityk kanadyjski, premier prowincji Ontario od 15 kwietnia 2002 do 23 października 2003. Wybrany do parlamentu prowincji po raz pierwszy w 1981 z ramienia prowincjalnej branży Partii Konserwatywnej, zasiadał w nim (z przerwą w latach 2001-2003) do 31 stycznia 2005. W 1995 został ministrem finansów i wicepremierem w rządzie Mike'a Harrisa, gdzie odegrał ważną rolę w przeprowadzeniu serii neolilberalnych reform w ramach tzw. Common Sense Revolution (po polsku Rewolucja Zdrowego Rozsądku). 8 lutego 2001 podał się do dymisji i rozpoczął pracę w sektorze prywatnym. Jego polityczna emerytura była krótka gdyż po decyzji Harrisa o odejściu z polityki w 2002 Eves zdecydował się kandydować na stanowisko przewodniczącego partii, które zdobył 23 marca 2002. W miesiąc później objął urząd premiera, a 2 maja wygrał wybory uzupełniające ponownie zdobywając mandat poselski. Jego urzędowanie było trudne z powodu serii kontrowersji i skandali, w wyniku których następne wybory które miały miejsce 2 października 2003 wygrała prowincjalna Partia Liberalna. Po krótkim okresie jako przywódca opozycji w parlamencie, na jesieni 2004 ogłosił chęć odejścia z polityki, odchodząc z parlamentu na początku 2005. Jego następcą jako przewodniczący partii został John Tory.